# Лединско Разпотје
Лединско Разпотје (словен. Ledinsko Razpotje) је насељено место у општини Идрија, Горишка регија, Словенија.

## Историја
До територијалне реорганизације у Словенији било је у саставу старе општине Идрија. Као самостално насеље Лединско Разпотје постоји од 2009. године. Настало је спајањем издвојених делова насеља Идршек и Печник.

## Становништво
У попису становништва из 2011. године, Лединско Разпотје је имало 30 становника.
| Број становника према пописима |
| ------------------------------ |
| 2011                           |
| 30                             |

Напомена: Године 2009. настала спајањем посебних делова из насеља Идршек и Печник.